# ArchiCAD
ArchiCAD è un programma BIM di architettura per Windows e Macintosh sviluppato dalla società ungherese Graphisoft inizialmente e fino al 1995 col nome di Radar/Ch.
Lo sviluppo è cominciato nel 1982 per l'Apple Macintosh e divenne un prodotto famoso per quella piattaforma. È riconosciuto come il primo prodotto CAD su un personal computer capace di creare sia disegni 2D che 3D. Venne definito un "software verticale".
Al 2011 circa 150.000 professionisti lo usano nell'industria della progettazione di edifici.

## Funzionalità
ArchiCAD permette all'utente di lavorare con oggetti a cui sono applicati dati parametrici, spesso chiamati "oggetti intelligenti" da parte degli utenti. Ciò differisce sostanzialmente dalla modalità operativa degli altri programmi CAD creati negli anni '80. Il prodotto permette all'utente di creare un "edificio virtuale" utilizzando elementi strutturali "reali" come muri, solai, tetti, porte, finestre e mobili. Il programma viene fornito con una grande varietà di oggetti personalizzabili pre-confezionati, che l'utente può creare anche autonomamente, sia usando gli elementi primitivi del programma che utilizzando il linguaggio GDL.
ArchiCAD permette di lavorare utilizzando sia la rappresentazione 2D che quella 3D. Piante, sezioni, prospetti, liste di materiali e altri elaborati vengono generati direttamente dal programma in base al modello tridimensionale dell'edificio, e vengono aggiornati in tempo reale.
ArchiCAD salva i progetti in PLN e può esportare i propri modelli in vari formati, fra cui DWG, DXF IFC e SketchUp.

## Cronologia delle versioni di ArchiCAD
- 1984 - Radar/Ch 1.0
- 1986 - Radar/Ch 2.0
- 1987 - Radar/Ch 3.0
- 1988 - Radar/Ch 3.1
- 1991 - Radar/Ch 4.1
- 1993 - Radar/Ch 4.12
- 1994 - Radar/Ch 4.5
- 1995 - ArchiCAD 4.55 (prima versione disponibile anche per Windows)
- 1996 - ArchiCAD 5.0
- 1997 - ArchiCAD 5.1
- 1998 - ArchiCAD 6.0
- 1999 - ArchiCAD 6.5
- 2001 - ArchiCAD 7.0
- 2002 - ArchiCAD 8
- 2003 - ArchiCAD 8.1
- 2004 - ArchiCAD 9
- 2006 - ArchiCAD 10
- 2007 - ArchiCAD 11
- 2008 - ArchiCAD 12
- 2009 - ArchiCAD 13
- 2010 - ArchiCAD 14
- 2011 - ArchiCAD 15
- 2012 - ArchiCAD 16
- 2013 - ArchiCAD 17
- 2014 - ArchiCAD 18
- 2015 - ArchiCAD 19
- 2016 - ArchiCAD 20
- 2017 - ArchiCAD 21
- 2018 - ArchiCAD 22
- 2019 - ArchiCAD 23
- 2020 - ArchiCAD 24
- 2021 - ArchiCAD 25
- 2022 - ArchiCAD 26
- 2023 - ArchiCAD 27
- 2024 - ArchiCAD 28